# 麝月

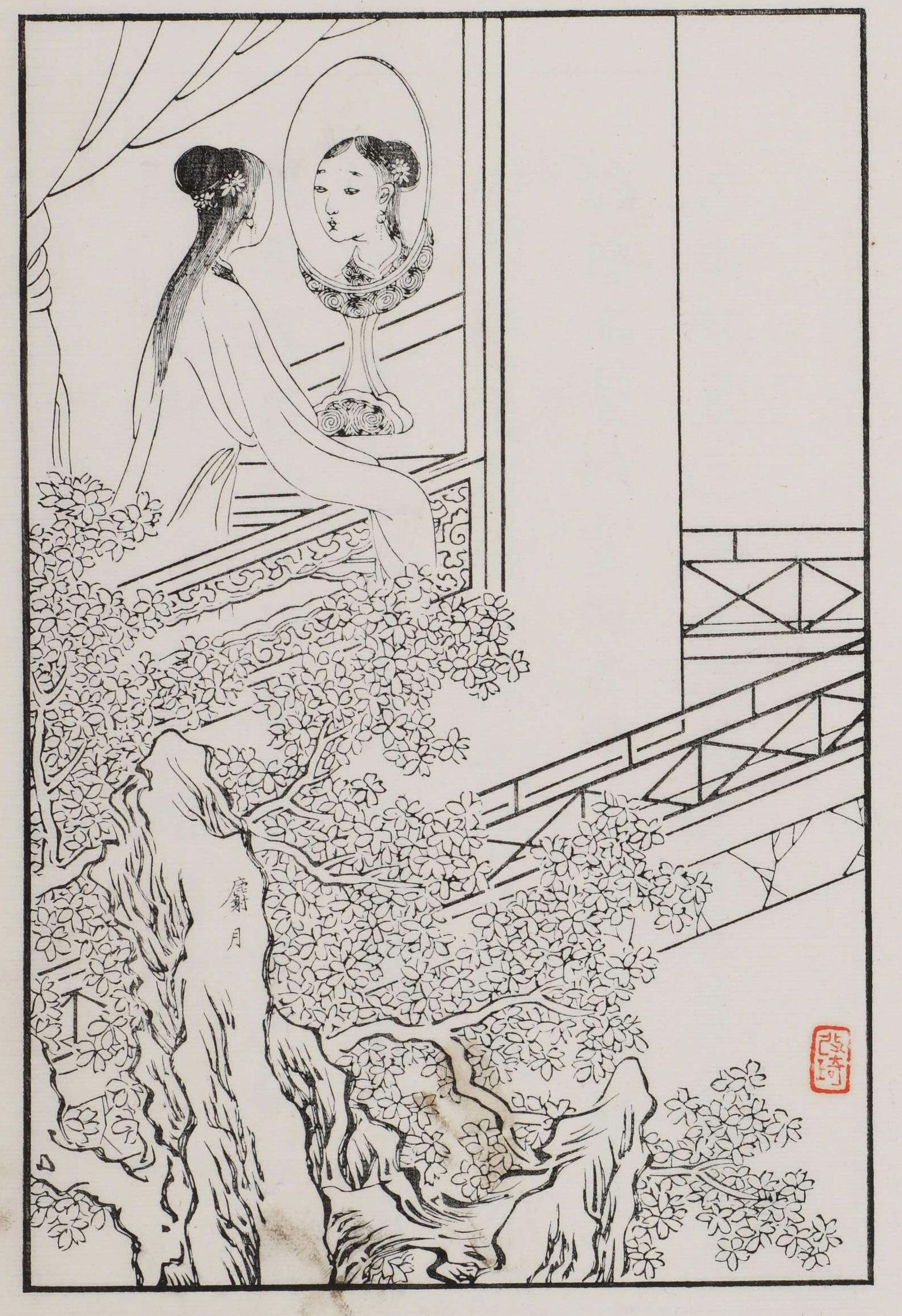
麝月,【清】改琦绘

麝月，賈寶玉身邊的丫頭。在怡紅院的地位僅次於襲人。為人忠厚老成，儼然又是個襲人。根據紅樓夢第六十三回中的暗示著她的下場悲慘，只可惜後續作者未注意到這點。

## 判詞與结局
荼靡花，韶華勝極。開到荼靡花事了。在紅樓夢第六十三回中，麝月抽到荼靡花這支籤。按判詞的暗示，在賈家落敗後，麝月會是最後一個留在寶玉寶釵身邊的丫頭。從二十回脂評：『......襲人出嫁後云好歹留著麝月一語......』便可得知。最後寶玉出家後只剩麝月和寶釵兩人相依為命，她的下場可說是十分悲慘，因此頗受到脂批者的憐惜。